# Janssen-Cilag
Die Janssen-Cilag GmbH (nach eigenen Angaben auf der Unternehmenswebsite Janssen Deutschland) ist ein forschendes Pharmaunternehmen mit Sitz in Neuss. Das Unternehmen beschäftigt deutschlandweit über 1.000 Mitarbeitende und hat 2023 einen Umsatz von 2,75 Mrd. Euro erwirtschaftet. Janssen gehört zu dem internationalen Healthcare-Konzern Johnson & Johnson. Gründer und Namensgeber des Unternehmens ist der belgische Forscher und Chemiker Paul Janssen.

## Geschichte

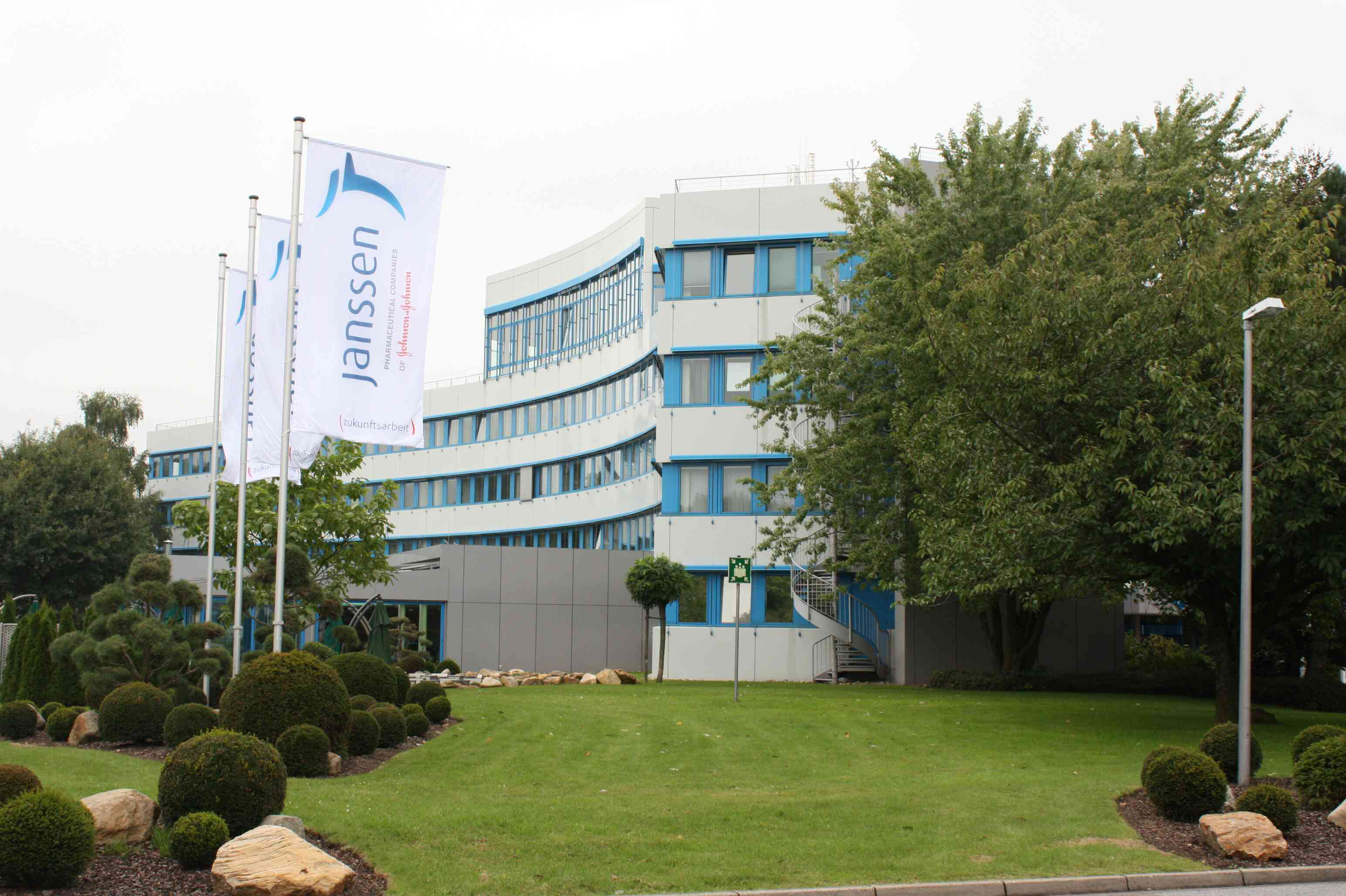
Unternehmenssitz

Das Unternehmen wurde 1936 als Cilag Chemie vom Chemiker Bernhard Joos in Schaffhausen (Schweiz) gegründet. 1952 entstand eine deutsche Niederlassung. 1953 gründete der Chemiker und Mediziner Paul Janssen in Turnhout (Belgien) die Janssen Pharmaceutica N.V. Im selben Jahr übernahm der amerikanische Healthcare-Konzern Johnson & Johnson die Cilag Chemie. 1961 erwarb Johnson & Johnson auch den Arzneimittelhersteller Janssen.
Im Jahr 1980 wurde der Unternehmenssitz von Janssen Deutschland nach Neuss verlegt, wo bereits in den 1950er Jahren die Janssen GmbH (Raiffeisenstraße 8) bestand. 1996 fusionierten Cilag Chemie und Janssen zur heutigen Janssen-Cilag GmbH.
2014 wurde das vertriebene Arzneimittel-Präparat Xeplion der Firma gegen Behandlung von Schizophrenie in Verbindung mit zahlreichen Todesfällen gebracht.
2017 wurde das Biopharmaunternehmen Actelion von den Janssen Pharmaceutical Companies von Johnson & Johnson erworben und damit Teil des globalen Gesundheitskonzerns. Anfang 2020 ist die Actelion Pharmaceuticals Deutschland GmbH mit der Janssen-Cilag GmbH verschmolzen und wird als Therapiegebiet "Pulmonale Hypertonie" integriert.
Janssen ist Mitglied im Verband Forschender Arzneimittelhersteller.

## Forschung
Die Forschungs- und Tätigkeitsfelder von Janssen sind
- Immunologie (Morbus Crohn, Colitis Ulcerosa, Psoriasis, Atopische Dermatitis, Hidradenitis Suppurativa, Palmoplantare Pustulose, Psoriasisarthritis),
- Onkologie (Akute Myeloische Leukämie, Multiples Myelom, Prostatakrebs, Lungenkarzinom, Blasenkarzinom, Myelodysplastisches Syndrom, Amyloidose, Kolorektales Karzinom, B-Zell-Lymphome),
- Infektiologie (HIV, Hepatitis B, Hepatitis D, RSV, COVID-19),
- Neurowissenschaften (Schizophrenie, Insomnie, Depression, Multiple Sklerose) sowie
- Pulmonale Hypertonie (pulmonal-arterielle Hypertonie (PAH), Chronisch thromboembolische pulmonale Hypertonie (CTEPH), Sarkoidose-assoziierte pulmonale Hypertonie (SAPH))[9]

Janssen forscht in einigen Therapiegebieten auch im Bereich der seltenen Krankheiten. Engagiert ist das Unternehmen zum Beispiel im Bereich Lungenhochdruck und seltenen hämatologischen Erkrankungen wie Amyloidose und Morbus Waldenström. Ebenfalls im Fokus sollen Behandlungsmöglichkeiten für einige seltene Lungenkrebsarten, für die Muskelschwäche Myasthenia Gravis sowie für weitere Autoimmunkrankheiten sein. Auch die bisher unheilbare Netzhauterkrankung Retinitis pigmentosa sowie die Farbenblindheit Achromatopsie sind Teil der Forschungsaktivitäten.
Des Weiteren forscht Janssen aktuell an den Möglichkeiten des Konzepts Disease Interception. Mit diesem Ansatz will das Unternehmen Möglichkeiten entwickeln, Krankheiten aufzuhalten, bevor sie entstehen. Dabei unterscheidet sich das Konzept von klassischer Prävention: Während Prävention auf das frühzeitige Erkennen von Symptomen abzielt, setzt Disease Interception noch früher an: Das Ziel ist Krankheitsprozesse mit Hilfe validierter Biomarker zu erkennen, bevor erste klinische Symptome entstehen, um in einem sogenannten „Interception Window“ – dem Zeitraum zwischen dem Erkennen des Krankheitsprozesses und der Bildung klinischer Symptome – wirksam zu intervenieren. Intention von Disease Interception ist, den Ausbruch der Erkrankung zu verhindern, aufzuhalten oder den Krankheitsprozess sogar umzukehren. In diesem Zusammenhang untersucht Janssen unter anderem Einsatzmöglichkeiten von Disease Interception beim Smoldering Myelom, Typ-1-Diabetes und Alzheimer.
18 der von Janssen entwickelten Wirkstoffe stehen auf der Liste der unverzichtbaren Arzneimittel der Weltgesundheitsorganisation (WHO).
Ad26.COV2.S ist ein SARS-CoV-2-Impfstoff, der neben anderen SARS-CoV-2-Impfstoffen gegen COVID-19 schützen soll. Es handelt sich dabei um  einen nichtreplizierenden viralen Vektor. Eine Phase 2a-Studie fand seit September 2020 an drei Studienzentren in Deutschland statt, außerdem an Studienzentren in den Niederlanden und in Spanien. Eine internationale klinische Phase-3-Studie für den Impfstoffkandidaten (JNJ-78436735) wurde am 23. September 2020 gestartet, Am 11. März wurde der Impfstoff durch die EMA bedingt zugelassen. Im Dezember 2021 hat die Europäische Kommission eine Änderung der bedingten Zulassung für die Nutzung des Impfstoffes als Booster genehmigt.

## Produktportfolio
- Dacogen mit dem Wirkstoff Decitabin
- Darzalex mit dem Wirkstoff Daratumumab
- Invega mit dem Wirkstoff Paliperidon
- Stelara mit dem Wirkstoff Ustekinumab
- Topamax mit dem Wirkstoff Topiramat
- Vermox mit dem Wirkstoff Mebendazol